# Sylvain Chtounder
Sylvain Chtounder, né le 27 juillet 1972 à Marseille, est un skipper français. 

## Biographie
Il participe à la compétition de voile aux Jeux olympiques d'été de 1996 à Atlanta et il se classe 11e de l'épreuve de Soling avec ses coéquipiers Marc Bouët et Gildas Morvan.